# Into the Storm - La guerra di Churchill
Into the Storm - La guerra di Churchill (Into the Storm) è un film per la televisione del 2009 e costituisce il sequel di Guerra imminente, film che raccontava alcuni anni della vita di Winston Churchill precedenti il secondo conflitto mondiale.
Questa volta il film è incentrato sugli anni di Churchill da primo ministro durante la Seconda guerra mondiale. Il posto che era stato di Albert Finney in questa occasione viene preso dall'attore irlandese Brendan Gleeson, diretto dal connazionale Thaddeus O'Sullivan.